# McDougall
McDougall to gmina (ang. township) w Kanadzie, w prowincji Ontario, w dystrykcie Parry Sound.
Powierzchnia McDougall to 262,73 km².
Według danych spisu powszechnego z roku 2001 McDougall liczy 2608 mieszkańców (9,93 os./km²).